# 민정당
민정당(民政黨)은 1963년부터 1965년까지 존재했던 대한민국의 정당이다. 1963년 6월 28일 등록됐고, 1964년 11월 26일 자유민주당을 흡수했다. 1965년 5월 11일에는 민주당과 함께 민중당을 신설합당해 소멸됐다.

## 역대 지도부
| 대수 | 역대 대표 | 직함         | 임기                              | 비고                    |
| ---- | --------- | ------------ | --------------------------------- | ----------------------- |
| 1    | 김병로    | 대표최고위원 | 1963년 5월 14일 ~ 1963년 9월 12일 | 국민의당 참여 위해 사퇴 |
| 2    | 윤보선    | 대표최고위원 | 1963년 9월 12일 ~ 1965년 2월 22일 | 국민의당 참여 위해 사퇴 |
| 3    | 윤보선    | 총재         | 1965년 2월 22일 ~ 1965년 5월 3일  | 민중당으로 신설합당     |

## 주요 선거 결과

### 대통령 선거
| 연도   | 선거   | 후보자 | 득표        | 득표율          | 결과 | 당락 |
| ------ | ------ | ------ | ----------- | --------------- | ---- | ---- |
| 1963년 | 5대    | 윤보선 | 4,546,614표 | \| \| 45.09% \| | 2위  | 낙선 |
|        | 45.09% |        |             |                 |      |      |

### 국회의원 선거
|  | 20.61% |

|  | 20.1% |

|  | 23.43% |

## 역대 전당 대회
1963년 5월 14일 민정당 창당대회
- 창당선언
- 당헌 및 정강정책 채택
- 케네디 대통령에게 보내는 메시지 채택
- 유엔 사무총장에게 보내는 메시지 채택
- 대표최고위원에 김병로 임시의장 추대
- 대한민국 제5대 대통령 선거 후보로 윤보선 前 대통령 추대

1963년 9월 12일 민정당 임시 전당대회
민정당-신정당-민우당의 통합야당으로 추진되던 국민의당 창당대회가 민정계와 비민정계의 갈등으로 파행되고 9월 10일 민정당을 놔둔 채 국민의 당이 등록되자 9월 12일 민정당은 임시 전당대회를 열고 윤보선 전 대통령을 대한민국 제5대 대통령 선거 민정당 후보로 재추대했으며 국민의 당에 참여한 김병로 대표 등의 사표를 수리하고 신임 대표에 윤보선 전 대통령 등 지도부 보궐선거를 실시하였다.
1964년 11월 25일 민정당 제2차 전당대회
- 자유민주당의 흡수통합 결의
- 유진산 의원 복당 문제로 파행

1965년 2월 22일 민정당 제2차 전당대회 속개
- 재야정당과의 합당수임기관으로 중앙상무위원회에 전권위임
- 총재제 채택
- 지도위원제와 합동회의 신설
- 총재에 윤보선 대표 추대
- 부총재에 김도연, 전진한, 윤제술 선출
- 당면정책 채택

1965년 5월 3일 민중당 창당선언대회
민정당과 민주당의 통합교섭 30인 전권대표들은 만장일치로 양당의 합당을 의결하고 합당선언문을 채택했으며, 민정당 윤보선 총재와 민주당 박순천 대표가 합당선언문에 서명함으로써 민정당과 민주당은 민중당으로 신설합당되었다.